# Agromyza megaepistoma
Agromyza megaepistoma är en tvåvingeart som beskrevs av Mitsuhiro Sasakawa 2005. Agromyza megaepistoma ingår i släktet Agromyza och familjen minerarflugor.
Artens utbredningsområde är El Salvador. Inga underarter finns listade i Catalogue of Life.